# Czarna Konecka
Die Czarna Konecka ist der längste rechte Zufluss der Pilica in der Woiwodschaft Łódź in Polen. Sie gehört damit dem Flusssystem der Weichsel an.

## Geografie
Die Czarna Konecka entspringt in einer Höhe von rund 360 Meter in den Lasy Koneckie bei dem Dorf Furmanów in der Mesoregion  Garb Gielniowski nahe der Grenze der Woiwodschaften Heiligkreuz und Masowien nördlich der Kleinstadt Stąporków. Sie fließt von dort in westlicher Richtung, nimmt zunächst die von links kommende Krasna und rund 11 Kilometer südlich der Kreisstadt Końskie die 14 Kilometer lange Czarna Taraska und anschließend die Plebanka auf, verläuft weiter in westnordwestlicher Richtung durch Ruda Maleniecka, in dessen Nähe sich die Droga krajowa 42 und die Droga krajowa 74 kreuzen, überschreitet die Grenze zur Woiwodschaft Łódź, in deren Nähe ihr von links die Barbanka zufließt, und mündet rund 7 Kilometer südlich von Sulejów nördlich des Dorfs Niewierszyn nach einem Lauf von 85 Kilometern Länge in die Pilica.